# Media Regio
La Media Regio è una struttura geologica della superficie di Io.